# Casa da Água

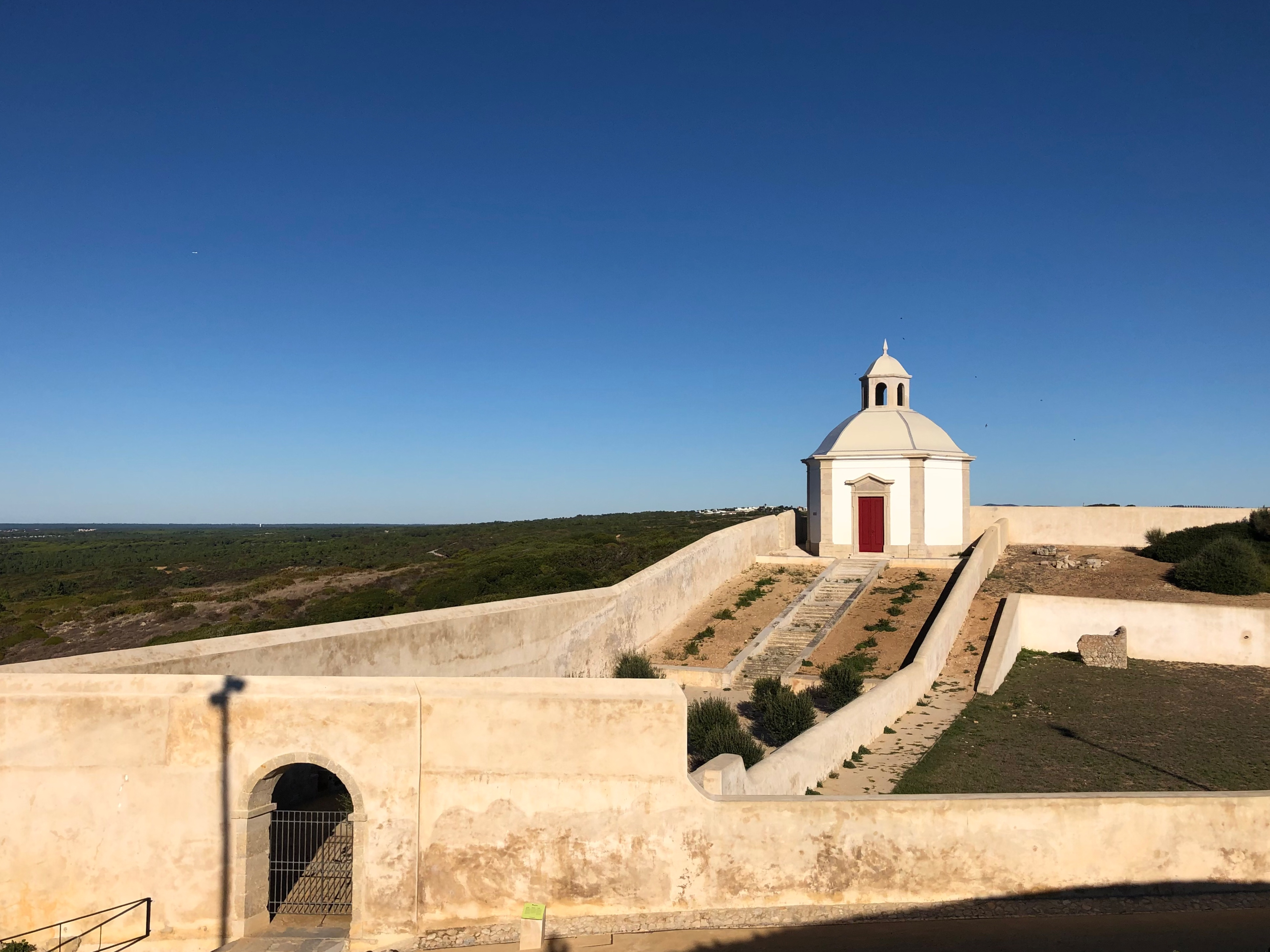
Casa da Água - Santuário de Nossa Senhora do Cabo Espichel em 2021.

A Casa da Água é o edifício terminal do aqueduto que abatecia o Santuário do Cabo Espichel, situando-se portanto no Cabo Espichel, na freguesia de Castelo (Sesimbra), no município de Sesimbra, Distrito de Setúbal.
Foi construída em 1770 por iniciativa do rei D. José I, que nesse ano para ali deslocou-se em romaria, integrada numa horta murada para abastecimento dos peregrinos.
Tem forma hexagonal, coberta por cúpula em meia-laranja rematada por lanternim, cimalha envolvente, cunhais apilastrados marcando as seis faces. É antecedida por escadaria de vários lanços.
No interior observa-se uma fonte "rocaille" em mármore, com motivos escultóricos ao gosto berniniano, bancos de pedra ao longo das paredes, restos de um silhar de azulejo com cenas de caça e cenas alusivas aos círios.
Todo o conjunto, incluindo a antiga horta anexa, foi restaurado pela Câmara Municipal de Sesimbra em 2016-2017.

## O Aqueduto

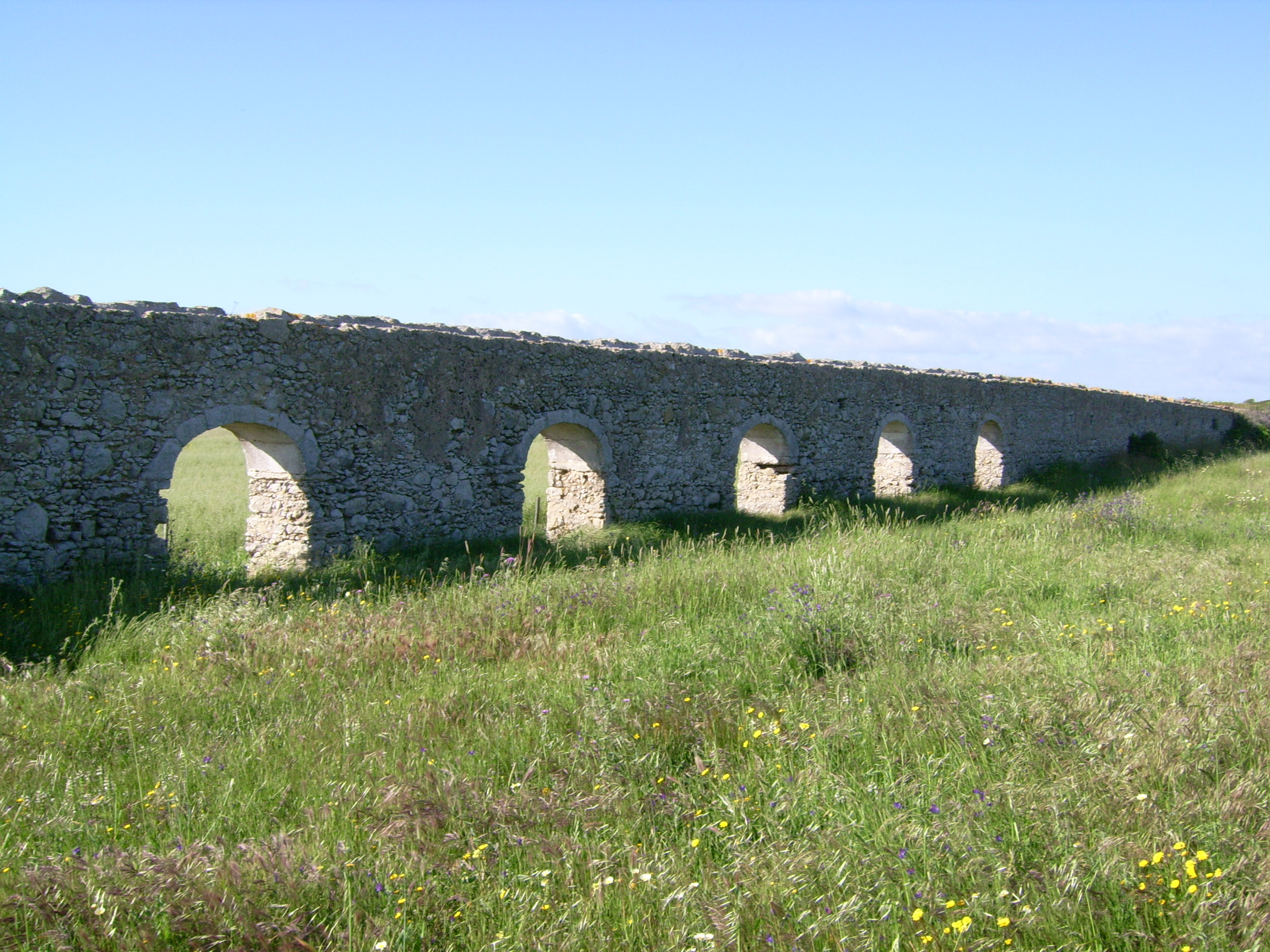
Aqueduto que abastece a Casa da Água

A Casa da Água recebia a água trazida por aqueduto desde a Azóia, a aldeia mais próxima, por uma extensão de aproximadamente 2,5 km. Para além da fonte própria, o aqueduto abastecia igualmente um chafariz e dois tanques (no interior e no exterior da horta murada). Nas proximidades existem ainda dois poços.

## Conjunto histórico
- Conjunto do Santuário de Nossa Senhora do Cabo Espichel
- Igreja de Nossa Senhora do Cabo
- Casa dos Círios
- Terreiro no Cabo Espichel
- Aqueduto no Cabo Espichel e Casa da Água